# 哈瑟原則
在數學裡，赫爾姆特·哈瑟的局部-全域原則，或稱為哈瑟原則，是一個表示「一個方程可以在有理數上被解若且唯若它可以在實數上『及』在每個質數p之p進數上被解」的原則。

## 表示0的型

### 二次型
哈瑟-閔可夫斯基定理描述著局部-全域原則會由在有理數上之二次型來表示0的問題中成立(由閔可夫斯基證出)；且更一般性地，會在任何一個數域上成立(由哈瑟證出)，其中使用了所有合適的局部域的必要條件。循環擴張上的哈瑟定理描述著局部-全域原則可以應用在數域循環擴張之一個相對賦範的條件下。

### 三次型
恩斯特·賽爾瑪提出的反例表示哈瑟-閔可夫斯基定理不可以擴伸至三次型，如三次型{\displaystyle 3x^{3}+4y^{3}+5z^{3}}可以在p進數上表示0，但不能在Q上表示。
羅傑·希思布朗證明每個在整數上至少有14個變數的三次型可以表示0，改進了由哈羅德·達芬波特所證明出的早期成果。因此局部-全域原則當然地會在有理數上至少有14個變數的三次型上成立。
若將其限定在無奇點的類型上，即可以得到更好的結果：希思布朗證明每個在有理數上至少有10個變數之無奇點的三次型都可表示0，因此可以當然地建立起在此一類型上的哈瑟原則。可知在最有可能的義意下，可知會存在一個不會表示零的9個變數之於有理數上的無奇點三次型。無論如何，荷利證明出了哈瑟原則會在由在有理數上至少9個變數之無奇點三次型來表示0的條件下成立。達芬波特、希思布朗和荷利在他們的證明中都是使用哈代-勒特伍德圓法。根據馬寧的想法，哈瑟原則在三次型中成立的障礙是被挷在布勞爾群的理論之中；而現在只表現出此一設定還不是個完整的故事(Alexei Skorobogatov, 1999)。

### 更高次型
藤原正彦和Masaki Sudo提出的反例表示哈瑟-閔可夫斯基定理不可以延伸至{\displaystyle 10n+5}次型，其中的{\displaystyle n}是一個非負整數。
在另一方面，柏區定理證明出若d是一個奇數，則存在一個 N(d)，使任何有多於 N(d) 個變數的 d 次型皆能表示 0：哈瑟原則在此當然地成立。

## 另見
- 局部分析
- 哈瑟條件

## 外部連結
- PlanetMath article（页面存档备份，存于）
- Swinnerton-Dyer, Diophantine Equations: Progress and Problems, online notes